# Kirikou et les Bêtes sauvages
Série
Kirikou et la Sorcière
(1998) Kirikou et les Hommes et les Femmes
(2012)
Pour plus de détails, voir Fiche technique et Distribution.
Kirikou et les Bêtes sauvages est un film d'animation franco-vietnamien-letton réalisé par Michel Ocelot et Bénédicte Galup et sorti en 2005. Il s'agit du deuxième film d'animation consacré au personnage de Kirikou, apparu dans Kirikou et la Sorcière en 1998. Michel Ocelot réalise seul un troisième film d'animation consacré à Kirikou, Kirikou et les Hommes et les Femmes, fin 2012. Kirikou et les Bêtes sauvages reçoit un bon accueil de la critique et est un succès au box office, avec plus d'un million d'entrées durant les trois premières semaines.

## Synopsis
Ce second opus n'est pas une suite au film Kirikou et la Sorcière, mais propose de découvrir quatre autres aventures vécues par Kirikou lorsqu'il affrontait la sorcière. Le grand-père, trônant dans sa grotte bleue, explique : « L'histoire de Kirikou et la Sorcière était trop courte. On n'a pas eu le temps de rapporter tout ce que l'enfant avait accompli. Et il a vraiment accompli de belles et bonnes actions, qu'il ne faudrait pas oublier. Alors, je vous les raconte. » Les quatre aventures de Kirikou lui font rencontrer tour à tour une hyène noire, un buffle, une girafe, et une plante empoisonnée.

### Kirikou et la hyène noire
Dans la première histoire, les villageois, après avoir retrouvé l'accès à l'eau de la source grâce à Kirikou (épisode montré dans Kirikou et la Sorcière), l'utilisent pour irriguer leur jardin potager. Kirikou participe au creusement des canaux d'irrigation et aux plantations. Mais le lendemain, les villageois s'aperçoivent qu'un animal a dévasté le potager. Ils replantent ce qui peut l'être et entourent le potager de clôtures, mais, la nuit venue, Kirikou et son oncle montent la garde. Ils découvrent l'identité de l'intrus : une hyène noire qui attaque et désarme l'oncle, puis s'intéresse à Kirikou qui a fait diversion. La hyène poursuit le garçon jusque dans la forêt, où Kirikou trouve refuge dans un arbre. Faute de mieux, il se débarrasse de l'animal en faisant tomber sur lui une ruche suspendue à l'arbre : la hyène fuit, poursuivie par les abeilles. Le lendemain, Kirikou va remettre en place les restes de la ruche et rapporte du miel, non sans avoir été piqué par une abeille qu'il avait imprudemment touchée. Il se demande ensuite ce qui a pu attirer la hyène, animal carnivore, dans le potager, et il finit par y découvrir un petit rat palmiste blessé, qu'elle avait sans doute poursuivi jusque-là. Les villageois soignent l'écureuil puis le relâchent dans la nature.

### Kirikou et le buffle aux cornes d'or
Dans la deuxième histoire, les villageois, qui ont besoin d'argent, découvrent la présence d'argile dans la terre environnant le village. Sur les conseils de Kirikou et de sa mère, ils décident de fabriquer et de vendre des poteries. De nombreux villageois confectionnent divers vases et récipients. Ceux de Kirikou sont tout petits, mais ils sont faits et décorés avec soin. Les villageois quittent alors le village pour aller vendre le produit de leur travail dans la ville la plus proche. Ils emballent les récipients dans des feuilles et les portent sur leur tête. Au cours du trajet, ils trouvent sur leur route un buffle aux cornes d'or attaché à un arbre. Pensant qu'il s'agit d'un piège de Karaba, Kirikou incite à la prudence, mais tous décident d'emprunter le buffle et de placer les pots dans les couffins qu'il porte sur ses flancs. Seul Kirikou, méfiant, s'obstine à porter ses pots sur sa tête. Mais sitôt en vue des portes de la ville, le buffle part au grand galop et freine brusquement sur la place du marché : tous les pots tombent à la renverse et se brisent, réduisant à néant le travail des villageois. Seul Kirikou a encore des pots à vendre, et, grâce à leur finition soignée, il en tire un bon prix en pièces et en cauris, et prend même des commandes. De loin, la sorcière Karaba, informée par le Fétiche guetteur, suit le buffle qu'elle a envoyé aux villageois : elle s'apprête à se réjouir d'avoir brisé tous leurs pots, mais déchante quand elle apprend que Kirikou fait fortune.

### Kirikou et la girafe
Dans la troisième histoire, Kirikou, en se promenant aux limites du village, découvre des traces qui ont l'air d'avoir été laissées par un oiseau à trois pattes. Il les suit, mais se trouve pris au piège par les fétiches de Karaba : c'était un des fétiches de la sorcière qui laissait ces fausses traces étranges pour mieux appâter Kirikou ! Poursuivi par les fétiches, Kirikou trouve refuge sur le dos d'une girafe. Incapable de trouver un moyen de redescendre, il se laisse transporter par le grand animal qui lui fait faire une longue promenade dans la savane et la campagne. La faim, la soif et la fatigue le menacent, et il manque d'être emporté par un vent de tempête, mais il tient bon. Quand la girafe va boire à la rivière, le garçon peut se laisser glisser jusque dans l'eau. Les fétiches l'y suivent tous, et Kirikou remonte sur la berge tandis que tous les fétiches sont emportés par le courant, qui les ramène chez Karaba. Kirikou s'échappe alors vers la forêt et rentre enfin au village avec un bouquet de fleurs pour sa mère.

### Kirikou et le fétiche
Dans la quatrième histoire, les villageois goûtent la bière nouvelle que la Femme forte brasse chaque année. Kirikou, trop petit, n'a pas le droit d'y goûter. La bière paraît bonne à tout le monde ; seule la mère de Kirikou lui trouve un drôle de goût. Le lendemain, Kirikou découvre avec horreur que sa mère est malade et brûlante de fièvre. Il file chez la Femme forte, pour constater qu'elle également est malade. Toutes les femmes du village le sont, et elles ont toutes bu la bière la veille. Sur le conseil de sa mère, Kirikou va renverser la jarre pour éviter que d'autres villageois ne s'empoisonnent. Trop petit et trop faible pour ébranler la lourde jarre, il parvient à la faire basculer en creusant la terre sous le récipient. Au fond de la jarre renversée, Kirikou découvre une fleur étrange qu'il rapporte à sa mère : c'est une fleur de poison qui pousse dans le domaine de Karaba. La mère de Kirikou lui explique que le seul antidote est une fleur dorée qui, elle aussi, ne se trouve que dans le domaine de Karaba. Après avoir tenu conseil avec les autres enfants du village, Kirikou et les autres décident de confectionner un déguisement de fétiche qui permettra à Kirikou de s'approcher de la case de Karaba incognito. Chaque enfant y met du sien. Kirikou se glisse alors sous son déguisement et s'aventure sur la route des Flamboyants jusqu'au domaine de Karaba, où il peut cueillir une bonne quantité de fleurs dorées sans être reconnu. Mais au lieu de s'en aller tout de suite après, Kirikou se dirige vers l'entrée de la case et regarde Karaba. Celle-ci comprend que le fétiche est un faux et Kirikou doit s'enfuir, poursuivi par les fétiches. De retour au village, il abandonne son déguisement et les fétiches rapportent le faux fétiche vide, sans son occupant. Kirikou et les enfants administrent l'antidote aux femmes du village, qui guérissent. Lorsqu'une petite fille demande à Kirikou pourquoi il n'a pas quitté le domaine de Karaba tout de suite, il répond qu'il voulait regarder Karaba parce qu'il la trouve très belle.

## Fiche technique
- Réalisation : Michel Ocelot, Bénédicte Galup
- Scénario : Philippe Andrieux, Bénédicte Galup, Marie Locatelli, Michel Ocelot
- Sociétés de production : Les Armateurs, Gebeka Films, Canal+, France 3 cinéma, Studio O
- Production : Didier Brunner
- Budget : 4,81 millions d'euros
- Directeur de l'animation : Olivier Reynal/Jean François Galataud/ Pascal Ropars
- Musique : Manu Dibango, Rokia Traoré et Youssou N'Dour
- Pays d'origine :  France
- Langue : français
- Format : couleur - 1,85:1 - Dolby Digital - 35 mm
- Genre : animation, aventures et fantastique
- Durée : 75 minutes
- Dates de sortie : 
  - 13 mai 2005 : Festival de Cannes
  - 7 décembre 2005 : Belgique et France

## Voixfrançaises
- Pierre-Ndoffé Sarr : Kirikou
- Awa Sène Sarr : Karaba (la sorcière)
- Robert Liensol : le grand-père de Kirikou
- Marie-Philomène Nga : Madela (la mère de Kirikou)
- Emil Abossolo-Mbo : Apo (l'oncle de Kirikou)
- Pascal Nzonzi : le vieillard
- Marthe N'Domé : Monkuga (la femme forte)
- Emilie Gaydu : la grande fille
- Gwénaël Sommier : le grand garçon
- Alex Carrete : le garçon moyen
- Yanis Durancy : le petit garçon
- Jean Bédiébé : Djohodo (le fétiche sur le toit)
- Noémie Germain : une fille
- Ebra Kouahoulé : une fille
- Maïk Darah : une femme du village
- Michel Elias : voix, sons et bruitages des animaux

## Production
Michel Ocelot a déclaré lors de la sortie du film s'être laissé convaincre, un peu malgré lui, à la facilité de faire un deuxième film sur Kirikou après le succès de Kirikou et la Sorcière. D'abord opposé aux suites et aux produits dérivés, il accepte de réaliser deux albums illustrés, puis se fait proposer de réaliser des aventures de Kirikou pour la télévision ou pour une sortie en DVD ; il opte finalement pour un second long métrage, titré dans un premier temps Quatre histoires de Kirikou, qu'il coréalise avec Bénédicte Galup, qui travaillait avec lui depuis longtemps. Kirikou et les bêtes sauvages est une midquel (« intra-aventure ») de Kirikou et la Sorcière, ce qui veut dire que l'action se situe chronologiquement pendant les événements du premier film. Michel Ocelot réalise Kirikou et les Bêtes sauvages en même temps qu'il travaille à Azur et Asmar ; cela l'amène à confier davantage de responsabilités aux membres de son équipe.
Le film a nécessité quatre années de travail à l'équipe franco-vietnamo-lettone qui a réalisé les 500 000 dessins nécessaires pour réaliser 70 % du film ; les 30 % restants sont des images de synthèse[réf. nécessaire]. Kirikou et les Bêtes sauvages a été présenté hors compétition au festival de Cannes le 13 mai 2005 lors d'une séance réservée aux enfants, puis est sorti en salles le 7 décembre.

## Réception
Le film reçoit un excellent accueil de la part de la critique française. Le site allociné attribue au film un peu plus de quatre étoiles sur une échelle de cinq, fondée sur vingt-trois critiques dans la presse. La plupart des critiques s'accordent pour affirmer que le second volet des aventures de Kirikou est une « suite » honorable au premier, tant sur le plan des graphismes que sur celui du scénario, malgré l'absence de l'effet de surprise. Michel Roudevitch, dans Libération, qualifie le film de « luxuriant, hilarant et chaleureux ». Jacques Mandelbaum, dans Le Monde, y voit « une suite tout à fait recommandable, et qui enchantera à coup sûr les petits ». Marine Landrot, dans Télérama, apprécie la diversité de rythme et de tonalité des quatre histoires qui composent le film, et conclut en souhaitant même un troisième film « aussi exigeant et gracieux que les deux premiers ». Le scénario des différentes histoires convainc une majorité des critiques ; néanmoins, Isabelle Daniel, dans Première, « déplore un peu la facilité scénaristique » mais estime que malgré tout « la magie opère bel et bien ».

### Box office
En France, Kirikou et les Bêtes sauvages bénéficie d'une distribution bien meilleure que Kirikou et la Sorcière : il est distribué à 300 copies, ce qui constitue à l'époque un record pour un film d'animation français. Le studio de distribution Gebeka engage également des moyens publicitaires significatifs pour promouvoir le film, ce que le premier film sur Kirikou n'avait pas eu les moyens financiers de se permettre. Le second film sur Kirikou connaît le même succès commercial que le premier : sorti sur les écrans le 7 décembre 2005, il rassemble 366 252 spectateurs en première semaine, et dépasse le million d'entrées au cours de sa troisième semaine d'exploitation. À la fin de sa projection en France à la fin du mois de février 2006, le film cumule plus de 1 855 000 entrées.
| Pays ou région    | Box-office        |
| ----------------- | ----------------- |
| France            | 1 922 457 entrées |
| Allemagne         | 16 329 entrées    |
| Italie            | 61 791 entrées    |
| Espagne           | 110 034 entrées   |
| Norvège           | 12 593 entrées    |
| Belgique          | 109 735 entrées   |
| Suisse            | 29 032 entrées    |
| Portugal          | 42 815 entrées    |
| Suède             | 25 650 entrées    |
| Danemark          | 22 623 entrées    |
| Total hors France | 368 252 entrées   |
| Total Monde       | 2 290 709 entrées |

## Sorties en vidéo

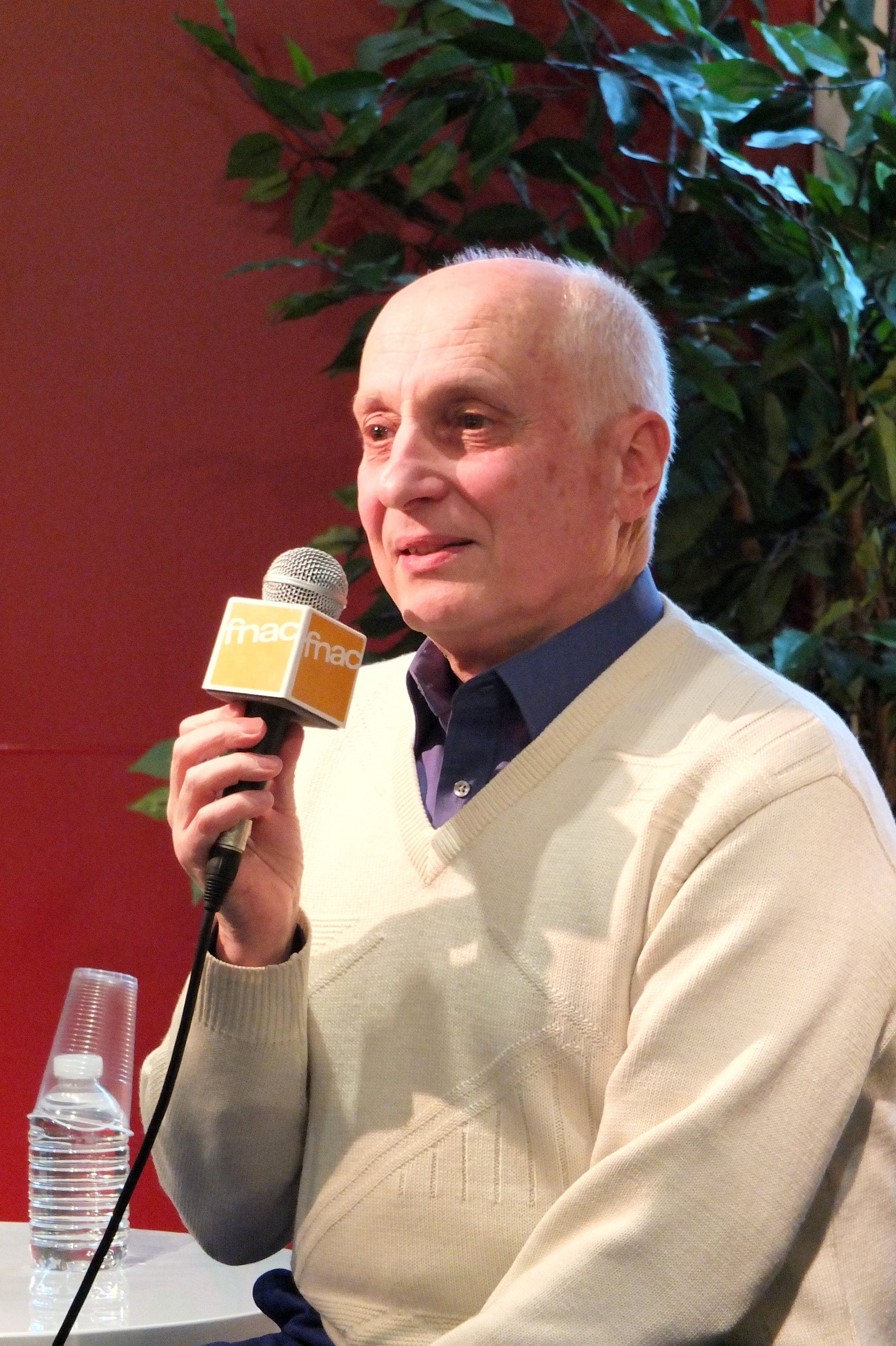
L'auteur du film, Michel Ocelot, en février 2013 à Paris, pour la promotion de la sortie du film en vidéo.

### Éditions en DVD
Le film sort en DVD le 17 août 2006. Trois éditions différentes sortent simultanément : l'édition ordinaire, éditée par Warner Home Video, et les éditions « collector » et « prestige » éditées par France Télévisions. L'édition ordinaire comprend en bonus les bandes-annonces du film ainsi qu'un clip karaoké de la chanson Kirikou, l'enfant nu, l'enfant noir. L'édition « collector » comprend davantage de bonus (un making off, une leçon d'animation avec Michel Ocelot, des contenus DVD-Rom) et un second DVD comprenant d'autres contenus DVD-Roms. L'édition « prestige » comprend ces deux DVD ainsi que le livre du film et le CD de la bande originale.
En octobre 2008, un coffret « Intégrale Kirikou », en forme de tête de Kirikou, rassemble les DVD de Kirikou et la Sorcière, Kirikou et les Bêtes sauvages, la comédie musicale Kirikou et Karaba créée en 2007, ainsi qu'un documentaire Kirikou présente les animaux d'Afrique et un livret de coloriage avec crayons de couleurs.

### Édition en Blu-ray
Le film est édité en Blu-ray par France Télévisions le 20 août 2008 ; le DVD inclut le making of du film et la leçon d'animation de Michel Ocelot ; les bonus comprennent des sous-titres pour sourds et malentendants.

## Produits dérivés et adaptations
Un jeu vidéo dérivé du film, Kirikou et les Bêtes sauvages, développé par Wizarbox et édité par Emme Entertainment, est sorti en mars 2007. C'est un jeu de plate-forme à destination des très jeunes enfants (l'éditeur le présente comme jouable à partir de trois ans), et qui reprend les différentes aventures narrées par le film. Le PEGI classe cependant le jeu en « 7+ », ce qui revient à le déconseiller au public d'enfants de 3 à 7 ans pour lequel il avait été conçu, après avoir jugé que « certaines images ou sons peuvent effrayer ou inquiéter ».
Un documentaire animalier Kirikou découvre les animaux d'Afrique, réalisé par Jean-François Bordier et destiné aux jeunes enfants, est diffusé sur France 3 en septembre 2007 sous la forme d'une série animée de 30 épisodes de 3 minutes, puis édité en DVD en décembre.
Kirikou Magazine, un magazine bimestriel destiné aux jeunes enfants, est lancé en décembre 2006 ; il est édité par Paperbook et distribué par Logodata. Il développe de nouvelles histoires de Kirikou, des pages documentaires, des jeux et des activités. Le magazine cesse de paraître après son huitième numéro en décembre 2008.
Le succès du dessin animé a également entraîné l'élaboration d'une comédie musicale, Kirikou et Karaba, créée en 2007.